# Ерік Олай
Ерік Олай (пом. 24 грудня 1486) — шведський священик, історик, викладач. Іноді його називають «батьком шведської історіографії».
Дата його народження і подробиці раннього періоду життя невідомі. Встановлено, що він походив з Уппсали і отримав освіту в університеті Ростоку: був зарахований туди 1 жовтня 1447 року і отримав там 9 жовтня 1452 року ступінь магістра богослов'я. В 1475 році в Сієні став доктором богослов'я. В 1463 році, коли архієпископ Йонс Бенгтссон (в Оксеншерні) був ув'язнений, тимчасово виконував його обов'язки. З 1477 року викладав богослов'я в Уппсальському університеті, через два роки став деканом соборного капітулу у цьому місті. Помер у святвечір 1486 року і був похований у кафедральному соборі; його надгробок загинув під час пожежі 1702 року. Згідно з деякими джерелами, вже за життя користувався репутацією шановного богослова, а після смерті його могила аж до Реформації залишалася місцем паломництва.
За наказом короля Карла VIII ним була написана праця «Historia Suecorum Gothorumque» (Стокгольм, 1615, з примітками І. Локценія, 1654), в якій розглядається шведська історія з найдавніших часів і доходить до 1464 року; однією з основних тез твору було те, що саме Швеція є " батьківщиною готів. Джерелами для цієї роботи послужили старовинні недостовірні віршовані хроніки; лише зрідка автор користувався архівними відомостями; робота піддавалася критиці ще за життя автора, а в 1900-х роках знайшла популярність у колах шведських націоналістів. Разом з тим, згідно ЕСБЄ, «твір його, однак, містить цінні відомості і належить до найкращих праць скандинавського середньовіччя». Збереглося п'ять примірників рукопису цієї праці, які дещо різняться між собою.